# Seoul Nowon United FC
Seoul Nowon United FC ist ein Fußballfranchise aus der Stadt Seoul in Südkorea. Der Verein selber, ist ein Gründungsmitglied der K3 League. Aktuell nimmt der Verein an der K4 League teil, der vierthöchsten Spielklasse Südkoreas.

## Geschichte

### Gründung
Die Idee, Seoul United FC zu gründen, entstand schon 2001, mit Michael Atkinson und einer Gruppe von Ultras. Ziel war es, den Profi-Fußball wieder zurück in die Stadt Seoul zu holen. Aufgrund der Dezentralisierungspolitik der K League, indem die großen Vereine in der Provinz spielen sollten, entstand diese Bewegung.
Nachdem 2003 Anyang LG Cheetahs bekannt gab, nach Seoul umzuziehen, wurden die Pläne für die Gründung Seoul United FCs aufgegeben. 2007 wurde die K3 League gegründet. Zwei Amateurmannschaften beschlossen daraufhin, ihre Mannschaften (Good Bu&Bu (Good Friends FC) und Youngseo FC (Jin Seoul)) zusammen zulegen und den Verein für die Saison 2007 zu gründen und in der K3 League anzumelden.

### Erstes Jahr, erster Erfolg (2007)
In ihrer ersten Saison wurde Seoul United FC in der Hinrunde Dritter und in der Rückrunde Zweiter, was ihnen die Qualifikation zur K3-League-Meisterschaft ermöglichte. Im Halbfinale trafen sie auf Cheonan FC. Nach 120 Minuten stand es 1:1. Der Verein gewann im Elfmeterschießen mit 3:1 und erreichte somit das Finale. Im Finale spielten sie im Hinspiel in Hwasung bei Hwaseong Shinwoo Electronics FC. Das Hinspiel gewannen sie mit 1:0. Das Rückspiel in Seoul gewannen sie mit 2:0 und wurden somit erster K3-League Meister.

### Weitere Jahre und der Abstieg (2008–2016)
2008 gingen sie als Titelverteidiger in die K3 League. Dort wurden sie allerdings nur 5. Sie qualifizierten sich zwar für den Korean FA Cup, konnten aber nicht an den Meisterschaftsspielen teilnehmen. Die Pokalsaison verlief auch nicht so gut. In der 2. Runde gewannen sie zwar mit 3:0 gegen Jeonju EM FC, scheiterten aber danach in der 3. Runde, im Elfmeterschießen an Korea University und schieden somit früh aus.
2009 konnten sie nicht mehr an ihre Vorsaison anknüpfen. In der Liga erreichten sie nach Ende der Saison nur einen enttäuschten 13. Platz. Die Pokalsaison ging besser aus. In der 1. Runde mussten sie gegen Yongin FC antreten und gewannen zuhause mit 1:0. In der 2. Runde spielten sie gegen das U-League-Mitglied Jeonju University und gewannen dieses Spiel ebenfalls mit 1:0. In der 3. Runde trafen sie auf Kyunghee University. Dort stand es nach 120 Minuten 1:1. Im Elfmeterschießen verlor das Team mit 3:4 und schied somit aus den Pokal aus.
2010 wurde die K3 League reformiert. Seoul United FC trat in der Gruppe B an. Zum Saisonende erreichten sie den 5. Platz, konnten sich allerdings wieder nicht für die Meisterschaftsspiele qualifizieren. 2010 trat der Verein nicht im Korean FA Cup an, da er sich sportlich nicht für ihn qualifiziert hatte.
2011 wurden sie der Gruppe A zugelost. Dort erreichten sie den 5. Platz. Damit konnte sich der Verein wieder nicht für die Meisterschaftsspiele qualifizieren. Die Pokalsaison endete sehr früh für den Verein. In der 1. Runde trafen sie auf Kwangwoon University und mussten sich zuhause mit 3:4 geschlagen geben.
2012 wurden sie in die Gruppe B gelost. Dort erreichten sie wieder nur einen enttäuschenden 6. Platz. Die Pokalsaison ging ebenfalls, wie im Vorjahr, nur sehr kurz. In der 1. Runde trafen sie auf Hannam University. Zuhause mussten sie sich mit 2:4 geschlagen geben.
2013 wurde ihre bis dahin schlechteste Saison. Die K3 League loste sie in die Gruppe B. Dort wurden sie Drittletzter. Auch im Pokal schieden sie wieder in der 1. Runde aus. Das Team traf Zuhause auf Honam University. Das Spiel ging 0:3 für das Auswärtsteam aus.
2014 loste die K3 League sie in die Gruppe A. Dort wurden sie, wie im Vorjahr Drittletzter. Im Pokal traf man in der 1. Runde auf Sangji University. Das Team verlor in der Verlängerung mit 0:1 und schied damit wieder sehr früh aus.
2015 loste die K3 League sie in Gruppe B. Dort wurde man allerdings Letzter. Im Pokal trat das Team erst in Runde 2 an. Dort traf man wieder auf Sangji University. Dieses Spiel wurde nach 90 Minuten mit 0:3 verloren.
2016 wurde die K3 League reformiert. Da die K3 League nun ein Zwei-Ligen-System einführen wollte, musste sportlich ermittelt werden, welche Mannschaften in der nächsten Saison in der K3 League Advance und in der K3 League Basic antreten dürfen. Die Mannschaft wurde 17. und stieg somit in die neugegründete K3 League Basic ab. Im Pokal trat der Verein in der 1. Runde gegen das Amateurteam von SMC Engineering an. Das Spiel verlor man mit 2:3.

### Gegenwart (2017- )
Aktuell steht der Verein auf den letzten Platz in die K3 League Basic. Bisher verlor das Team alle ihre Spiele. Die Pokalsaison endete schon in der 1. Runde. Da spielte man gegen Daejeon Baejae University und verlor das Spiel mit 0:2.

## Saisonplatzierung
| Saison | Liga            | Kl. | Platz         | Tore  | Punkte | Korean FA Cup                |
| ------ | --------------- | --- | ------------- | ----- | ------ | ---------------------------- |
| 2007   | K3 League       | 4   | Meister       | 42:18 | 37.    | -                            |
| 2008   | K3 League       | 4   | 5.            | 63:47 | 48.    | 3. Hauptrunde                |
| 2009   | K3 League       | 4   | 13.           | 70:56 | 40.    | 3. Hauptrunde                |
| 2010   | K3 League       | 4   | 6. (Gruppe B) | 27:20 | 22.    | für Pokal nicht qualifiziert |
| 2011   | K3 League       | 4   | 5. (Gruppe A) | 43:56 | 30.    | 1. Hauptrunde                |
| 2012   | K3 League       | 4   | 6. (Gruppe B) | 62:56 | 38.    | 1. Hauptrunde                |
| 2013   | K3 League       | 4   | 7. (Gruppe B) | 39:39 | 22.    | 1. Hauptrunde                |
| 2014   | K3 League       | 4   | 7. (Gruppe A) | 28:52 | 22.    | 1. Hauptrunde                |
| 2015   | K3 League       | 4   | 9. (Gruppe B) | 51:59 | 19.    | 2. Hauptrunde                |
| 2016   | K3 League       | 4   | 17.           | 26:53 | 12.    | 1. Hauptrunde                |
| 2017   | K3 League Basic | 5   | 9.            | 19:64 | 2      | 1. Hauptrunde                |
| 2018   | K3 League Basic | 5   | -             | -:-   | -      | 2. Hauptrunde                |

## Stadion
Der Verein trug zuerst von 2007 bis 2009 ihre Spiele im Olympiastadion Seoul aus. 2012 spielten sie noch einmal eine Saison lang in diesem Stadion. Von 2009 bis 2010 trug der Verein seine Spiele im Hyochang-Stadion aus. Seit 2011 tragen sie ihre Spiele im Madeul-Stadion aus.